# Рамат-Рахель
Рамат-Рахель (ивр. רָמַת רָחֵל‎, буквально холм Рахели) — кибуц в Израиле.

## Географические сведения
Кибуц расположен на южной окраине Иерусалима, как анклав в пределах муниципальных границ города. Вблизи кибуца находится легендарная гробница праматери Рахели, давшая наименование поселению. Из киббуца открывается вид на Бейт-Лехем. Расположен на «зелёной линии», входит в районный совет Мате-Йехуда. Площадь — около 400 га.

## История
Кибуц был создан в 1926 членами трудовой бригады Гдуд ха-‘авода. Был разрушен арабами в ходе беспорядков 1929 года. Сотни арабов напали на учебную ферму и сожгли её до основания. Восстановлен в 1930, но в 1936—1939 атаки повторились. Во время войны за независимость поселение было отрезано от города. Рамат-Рахель дважды переходил из рук в руки, египетские и иорданские войска были в конце концов отброшены, но кибуц оказался полностью разрушенным, и большинство жителей покинули его. В 1956 году во время проходившего здесь съезда археологов кибуц был обстрелян войсками Иордании; погибли четыре участника, несколько были ранены. Во время Шестидневной войны кибуц стал объектом интенсивного артиллерийского обстрела с иорданских позиций. В 1990 году население кибуца состояло из 140 взрослых и 150 детей.

## Археологические находки
Первые раскопки Рамат-Рахель были проведены Биньямином Мазаром и Моше Стекелисом в 1930—1931 годах.
В 1959—1962 годах раскопки проводил Иоханан Ахарони. Он обнаружил там остатки цитадели и предварительно определил это место как упомянутое в книге пророка Иеремии поселение Бейт-Ха-Керем (Иеремия 6: 1) — одно из мест, откуда в Иерусалим в конце периода Первого Храма посылались предупредительные сигналы огнём.
Игаэль Ядин, в свою очередь, датировал дворец, раскопанный Ахарони, периодом правления Гофолии (то есть 841—835 гг. до н. э.) и определил его как «Дом Ваала», описанный в книге Царств (4 Царств 11:18).
С 2004 года раскопки проводила экспедиция Тель-Авивского университета под руководством — Одеда Липшица и Манфреда Эминга. По словам Липшица, это место было дворцом или административным центром с системой водоснабжения, «не имеющей себе равных в Эрец-Исраэль». Липшиц считает, что здесь источником государственных налоговых поступлений выступал урожай.

## Население
По данным Центрального статистического бюро Израиля, население на начало 2020 года составляло 545 человек.

## Галерея
| - Археологический сад, где выставлены капители колонн времён Израильского царства - Статуя Рахели - Скульптура "оливовые колонны" |